# NGC 4210
NGC 4210 (другие обозначения — UGC 7264, MCG 11-15-39, ZWG 315.28, IRAS12128+6615, PGC 39184) — спиральная галактика с перемычкой (SBb) в созвездии Дракон.
Этот объект входит в число перечисленных в оригинальной редакции «Нового общего каталога».
В галактике вспыхнула сверхновая SN 2002ho типа Ic, её пиковая видимая звездная величина составила 17,0.